# ماه‌پیشونی (ترانه)
«ماه‌پیشونی» از معروف‌ترین ترانه‌های گوگوش با شعری از ایرج جنتی عطایی و آهنگسازی واروژان است که اولین بار در فیلم ماه‌عسل پخش شد.

## نقد
آرش افشار راجع به این ترانه می‌نویسد:
ماه پیشونی گرچه به لحاظ بیان و آرایشِ زبانی، استحکام و فخامت شاهکارهای ایرج جنتی عطایی را ندارد اما از نظر محتوا و توالی معنایی یکی از بهترین آثار اوست. ترانه بر پایه‌ی تلمیحی به قصهٔ عامیانه - از جنس قصه‌های پریان - بنیان گذاشته شده و به همین خاطر هوشمندانه یک منطق روایی را به کار می‌گیرد. در واقع در ماه‌پیشونی می‌توان خطی روایی را پی گرفت که متأثر از دانش و علاقه‌ی ترانه‌سرا ساختاری نمایش‌گونه دارد این روایت نمایشی به دو پرده ختم می‌شود. در پردهٔ اول خطاب‌های راوی به سوار - دوم شخص ـ است که هویت و هدف سوار را برای ما روشن می‌کند. [...] اما پرده‌ی دوم با شرح‌حال ماه‌پیشونی آغاز می‌شود.